# Drechsler (Familienname)
Drechsler ist ein deutscher Familienname.

## Herkunft und Bedeutung
Der Name Drechsler geht als Berufsname auf die Berufsbezeichnung des Drechslers (die drehende Holzbearbeitung) zurück.

## Varianten
- Dräger (Draeger)
- Drechsel
- Drexel
- Drexler
- Dressler
- Dreßler
- Trechsler
- Trexler

## Namensträger
- Adolf Drechsler (1815–1888), deutscher Astronom, Meteorologe und Philosoph
- Angela Drechsler (1883–1961), deutsche Heimatforscherin und Musiklehrerin
- Arthur Drechsler (1882–1922), deutscher Politiker (SPD, USPD)
- August Drechsler (1821–1897), deutscher Jurist und Politiker, Mitglied der Frankfurter Nationalversammlung
- August Henning Drechsler (1802–1885), deutscher Verwaltungsjurist und Politiker
- Benedict Drechsler (1651–1690), deutscher Bergverständiger und Chemiker
- Benedict Drechsler junior (* 1678), sächsischer Goldarbeiter und Unternehmer
- Benny Drechsel (* 1972), deutscher Filmproduzent
- Bertha Drechsler Adamson (1848–1924), englische Geigerin, Dirigentin und Musikpädagogin
- Christina Drechsler (1978–2022), deutsche Schauspielerin
- Christoph Drechsler (1804–1850), deutscher Theologe und Hochschullehrer
- Clara Drechsler (* 1961), deutsche Autorin und Übersetzerin
- Emmy Drechsler Hamilton (1850–1899), englische Geigerin und Musikpädagogin
- Erich Drechsler (Künstler) (1903–1979), deutscher Maler, Psychiater und Gewerkschaftsfunktionär
- Erich Drechsler (Trainer) (1934–2015), deutscher Leichtathletiktrainer
- Florian Drechsler (* 1978), deutscher Filmeditor
- Franz Xaver Drechsler (1823–1906), deutscher Politiker
- Friedrich Drechsler (Apotheker) (Friedrich Christian Drechsler; 1776–1808), deutscher Apotheker und Lehrer an an der Bergschule in Clausthal
- Friedrich Drechsler (Politiker) (1906–1998), deutscher Politiker, Manager und Präsident der Reichsbahndirektion München
- Fritz Drechsler (1861–1922), deutscher Architekt
- Fritz Drechsler (Jockey) (1923–2013), deutscher Jockey
- Gertrud Drechsler (1896–1984), deutsche Mundartdichterin
- Gustav Drechsler (Forstbeamter) (Karl Christian Gustav Drechsler; 1807–1850), deutscher Berg- und Forstschullehrer, Forst- und Kammerrat und Abgeordneter der Hannoverschen Ständeversammlung
- Gustav Drechsler (Agrarwissenschaftler) (1833–1890), deutscher Agrarwissenschaftler und Politiker
- Hanno Drechsler (1931–2003), deutscher Politiker (SPD), Oberbürgermeister von Marburg
- Hans Drechsler (Maler) (1890–nach 1944), deutscher Maler
- Hans Drechsler (1924–1992), deutscher Musiker, siehe Joe Dixie
- Hans-Alexander Drechsler (1923–2002), deutscher Politiker (SPD)
- Heike Drechsler (* 1964), deutsche Leichtathletin
- Hermann Drechsler (Fabrikant), deutscher Tabakwarenfabrikant aus Bremen (Vater des gleichnamigen Komponisten)
- Hermann Drechsler (Komponist) (1861–1935), deutscher Liederkomponist
- Hermann Drechsler (1876–1951), deutscher Weber, Redakteur, Parteifunktionär (USPD) und Landrat (SPD/KPD)
- Horst Drechsler (1927–2004), deutscher Historiker
- Johann Baptist Drechsler (1756–1811), österreichischer Maler
- Joseph Drechsler (1782–1852), österreichischer Komponist
- Julius Drechsler (1899–1971), deutscher Philosoph und Hochschullehrer
- Karl Drechsler (Musiker) (1800–1873), deutscher Cellist und Musikpädagoge
- Karl von Drechsler (1814–1889), österreichischer General
- Karl Drechsler (Kunsthistoriker) (1861–1922), österreichischer Kunsthistoriker und Theologe
- Karl Drechsler (Historiker) (* 1932), deutscher Historiker
- Karl August Eduard Drechsler (1821–1897), deutscher Jurist
- Karl Christian Gustav Drechsler (1807–1850), deutscher Förster
- Karl Wilhelm Drechsler (1900–1961), deutscher Komponist und Pianist
- Klaus Drechsler (* 1940), deutscher Maler, Grafiker und Plastiker
- Klaus Drechsler (Ingenieur), Raumfahrttechniker und Hochschullehrer
- Lina Drechsler Adamson (1876–1960), kanadische Geigerin und Musikpädagogin
- Louis Drechsler (1827–1860), deutscher Cellist
- Louise Drechsler, Geburtsname von Louise Moltke (1808–1839), deutsche Schauspielerin
- Massimo Drechsler (* vor 1970), deutscher Schlagwerker, Schlagzeuger und Hochschullehrer
- Moritz Reinhard Drechsler (1845–1917), deutscher Politiker
- Otto Drechsler (1837–1902), deutscher Verwaltungsjurist und Politiker
- Otto-Heinrich Drechsler (1895–1945), deutscher Politiker (NSDAP)
- Ossi Drechsler (1931–2010), österreichischer Musikproduzent
- Paul Helmut Drechsler (1916–1960), deutscher Fotograf und Tierfilmer
- Petra Drechsler (* 1955), deutsche Schauspielerin
- Reinhard Drechsler (* 1948), deutscher Radsportler
- Rolf Drechsler (* 1969), deutscher Informatiker und Hochschullehrer
- Rudolf Drechsler (1876–nach 1937), deutscher Richter
- Ulrich Drechsler (* 1969), deutscher Jazzklarinettist, Saxophonist und Komponist
- Werner Drechsler (1923–1944), deutscher Spion
- Wolfgang Drechsler (Jurist) (1874–1947), deutscher Jurist und Schatzrat, Generaldirektor der Hannoverschen Landeskreditanstalt
- Wolfgang Drechsler (Politikwissenschaftler) (geboren 1963), deutscher Politikwissenschaftler und Hochschullehrer